# Sophie O’Rourke
Sophie O’Rourke (* 1. Oktober 2000 in Cork) ist eine ehemalige irische Squashspielerin.

## Karriere
Sophie O’Rourke spielte ab 2016 auf der PSA World Tour. Ihre höchste Platzierung in der Weltrangliste erreichte mit Rang 177 im Mai 2017. Für die irische Nationalmannschaft debütierte sie 2016 bei den Europameisterschaften und war seitdem mehrfach Mitglied des irischen Kaders.
Nachdem sie 2017 noch im Finale Hannah Craig unterlegen war, gewann O’Rourke 2018 erstmals die irische Meisterschaft. Diesen Erfolg wiederholte sie 2019 und 2020.

## Erfolge
- Irische Meisterin: 3 Titel (2018–2020)